# Planity
 (juin 2022).
Planity est une entreprise proposant un service de prise de rendez-vous instantanée sur internet chez des professionnels de beauté. Elle est lancée en 2017 par Antoine Puymirat et ses associés Jérémy Queroy et Paul Vonderscher.

## Histoire
L'entreprise est fondée en 2016 par Antoine Puymirat, Jérémy Queroy et Paul Vonderscher. Antoine Puymirat et Paul Vonderscher étaient déjà à l'origine d'un logiciel de prise de rendez-vous : ClicRDV.
En février 2017, Planity opère une première levée de fonds d'1,5 million d'euros auprès d'Alven Capital,.
En septembre 2018, Planity annonce avoir réalisé une seconde levée de fonds de six millions auprès d’Alven Capital, Bpifrance et Alto Invest. Ces fonds sont destinés à doubler les effectifs et à consolider l’application informatique afin que celle-ci soit capable d’accueillir un flux entrant croissant. Planity a 1 800 partenaires — salons de coiffure, de manucure, instituts de beauté, barbiers, spas — et 500 000 visiteurs mensuels.
En juillet 2020, la société se finance à hauteur de 10 millions d’euros auprès du Crédit Mutuel Innovation et des investisseurs historiques (Alven, Bpifrance, Eiffel Investment Group).
En 2021, Planity compte plus de 15 000 établissements de beauté, a généré depuis ses débuts 50 millions de rendez-vous et occupe 75 % de part de marché de la prise de réservation beauté en ligne,. La société revendique 4 millions de prises de rendez-vous par mois.
En juillet 2021, l’entreprise, composée de plus de 200 personnes, annonce une nouvelle grande levée de fonds de 30 millions d’euros auprès de Gaia Capital Partners, avec notamment pour objectif de doubler ses effectifs en 12 mois.

## Stratégie, modèle économique, plateforme
Planity démarche les instituts directement grâce à ses commerciaux, une centaine en 2021. Le site internet est accessible gratuitement par les internautes, et la société se rémunère grâce aux abonnements sans engagement payés par les établissements partenaires. Quel que soit le nombre de rendez-vous enregistrés via la plateforme, les établissements paient un coût mensuel fixe : Planity a choisi ce modèle économique, estimant que les établissements ne sont pas disposés à payer des commissions sur des prises de rendez-vous par la clientèle d'habitués. Planity propose également à ses clients un logiciel de caisse et une gestion de stocks,,.
Le site internet permet aux clients des salons de prendre rendez-vous avec l'institut le plus proche de chez eux, mais également d'acheter des produits proposés par les salons, produits qu'ils peuvent récupérer dans l'établissement de leur choix,,.